# Ступень разведения

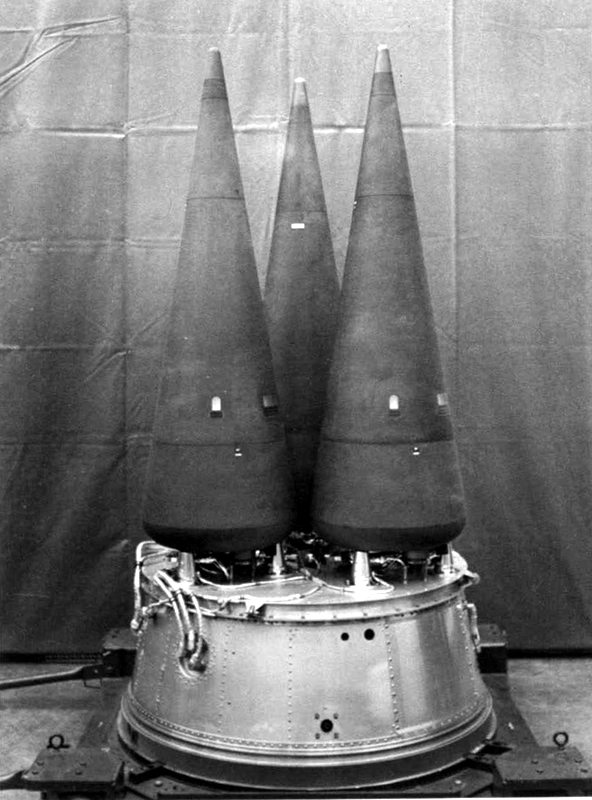
Автономный блок разведения ракеты LGM-30G с установленными на его платформе тремя боевыми блоками W78

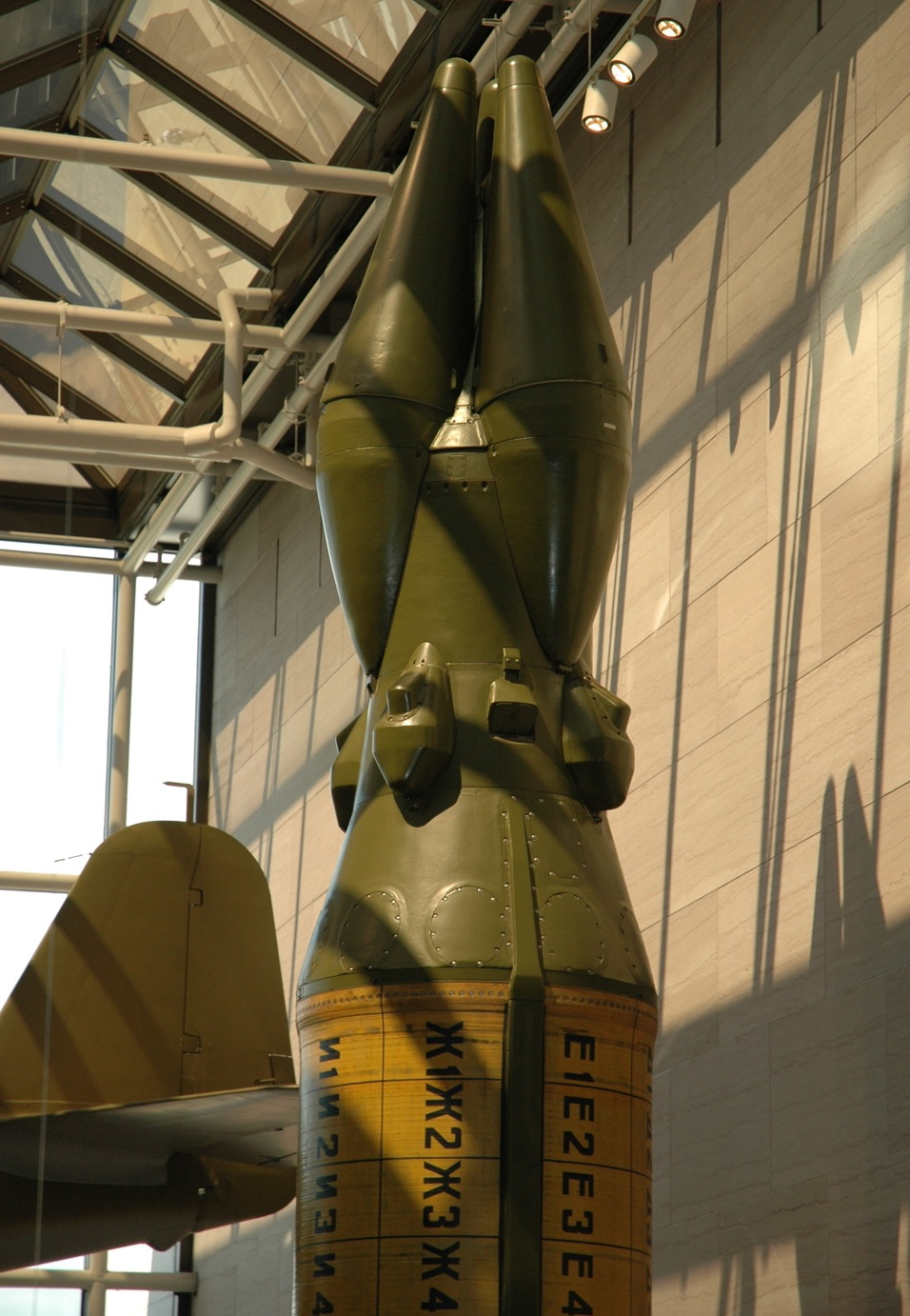
Боевая ступень ракеты 15Ж45 комплекса «Пионер» с ГЧ 15Ф543 c тремя боевыми блоками 15Ф542 с термоядерным зарядом АА-74

Ступень разведения, автономный блок разведения (АБР), боевая ступень, иногда «автобус» (калька от англ. bus) — особое устройство баллистической ракеты, которое отделяется от последней ступени ракеты вместе с головной частью и которое автономно осуществляет наведение и отделение одного или нескольких боевых блоков и средств преодоления противоракетной обороны.
Блок начинает работу сразу после окончания активного участка полёта, отделяясь от последней маршевой ступени. Ступень разведения оснащена собственным маломощным двигателем, который позволяет ей осуществлять маневрирование и «нацеливание» боевых блоков на цели на поверхности Земли.
Ориентация ступени в пространстве и наведение боевых блоков осуществляется при помощи бортовой системы астроинерциальной навигации. Боевые блоки отстреливаются от платформы пороховым аккумулятором давления в точно рассчитываемый момент времени и в заданных координатах. После окончания процедуры разведения ступень уходит с траектории боевых блоков и сгорает в атмосфере.